# Ndlovukati
La Ndlovukati è il titolo del monarca di sesso femminile dello Swaziland. Il titolo è dato preferenzialmente alla madre del re regnante, o ad un'altra donna reale di alto rango se la madre del re è morta. La Ndlovukati è il capo di Stato spirituale e governa insieme al Ngwenyama. Il titolo può anche significare "dottore". Quando non c'è un re, la Ndlovukati governa come regina reggente. L'attuale Ndlovukati è Ntfombi Tfwala, madre del Ngwenyama Mswati III e moglie di Sobhuza II. Fu anche regina reggente dal 1983 al 1986, quando Mswati divenne re. La regina reggente più notevole fu la Ndlovukati Labotsibeni Mdluli che governò lo Swaziland dal 1899 al 1921 quando abdicò per lasciare il governo del paese a Sobhuza II.

## Origini
La Ndlovukati è tradizionalmente monarca congiunto dello Swaziland con il re. Il re è visto come il capo di stato amministrativo, mentre la Ndlovukati è vista come il capo di stato spirituale e nazionale. Durante il regno di Sobhuza II il titolo divenne più cerimoniale. Molte delle funzioni della Ndlovukati consistono nel controllare importanti sostanze rituali (a volte chiamate medicine) e la conoscenza necessaria per l'inaugurazione del governo di un Ngwenyama, la produzione della pioggia e il rinnovamento annuale della forza nazionale e regale nei riti incwala. La Ndlovukati guida la nazione anche come regina reggente dopo la morte di un re e durante la giovinezza del principe ereditario. Altre regine degne di nota sono Tsandzile Ndwandwe, Lojiba Simelane, Tibati Nkambule e Labotsibeni Mdluli dello Swaziland.

## Storia
Storicamente, ci sono state un certo numero di regine con grande potere e influenza, soprattutto (anche se non esclusivamente) nei periodi di reggenza. Il potere delle tiNdlovukati era esplicitamente inteso come contrappeso a quello degli Ngwenyama e anche come potenziale rivale dei principi reali.
Durante il lungo regno di Sobhuza II (1899-1982), sua nonna Labotsibeni Mdluli (conosciuta anche come "Gwamile") fu l'ultima grande detentrice del titolo, essendo la principale personalità politica dello Swaziland dall'adesione di Sobhuza da bambino nel 1899 fino a la sua ascesa al pieno potere nel 1922. Tuttavia, nel corso dei successivi 60 anni, il potere pratico e l'influenza della tiNdlovukati furono fortemente oscurati, in parte perché gli inglesi scelsero di riconoscere i poteri del re (che chiamarono il " Capo Supremo ") rispetto a quelli del senior, in parte a causa della forza della personalità di Sobhuza in contrasto con le regine che succedettero alla madre dopo la sua morte nel 1938, e in parte a causa delle reazioni maschili aristocratiche conservatrici dello Swazi al colonialismo, che crearono un nuovo e una forma più rigida di patriarcato ora chiamata e sostenuta da alcuni come erroneamente definita "tradizionale". La carica di Ndlovukati subì un ulteriore colpo dopo la morte di Sobhuza II, quando un titolare della carica fu implicato nelle macchinazioni politiche del principe Mfanasibili volte a usurpare la regalità. Pertanto gli ideali politico-culturali e i significati storici della carica sopra espressi non caratterizzano realmente oggi le Ndlovukati, la cui posizione è diventata molto più debole di quella degli Ngwenyama .
In qualsiasi momento in cui sono presenti sia un Ngwenyama che una Ndlovukati , ovvero la maggior parte del tempo, ci sono due villaggi reali. Anche durante una reggenza in cui il re è minorenne, viene preparato un prototipo del suo quartier generale. Il quartier generale del re è il luogo in cui svolge i suoi compiti amministrativi; il villaggio della Ndlovukati è la capitale nazionale e la dimora spirituale e cerimoniale della nazione. Il re risiede nel suo villaggio reale o kraal chiamato lilawu. L'attuale kraal della Ndlovukati è il palazzo reale di Ludzidzini, situato a Lobamba.

## Elenco delletiNdlovukati
- LaYaka Ndwandwe, 1745 – 1780 (Reggente 1780)
- Lomvula Mndzebele, 1780 – 1815 (Reggente 1815)
- Lojiba Simelane, 1815 – 1840 (Reggente 1836 – 1840)
- Tsandzile Ndwandwe (LaZidze), 1840 – 1875 (Reggente 1868 – 1875)
- Sisile Khumalo (Lamgangeni), 1875
- Tibati Nkambule (Madvolomafisha), 1875 – 1894 (Reggente 1889 – 1894)
- Labotsibeni Mdluli (Gwamile, Lamvelase), 1894 – 1925 (Reggente 1899 – 1921)
- Lomawa Ndwandwe, 1925 – 1938
- Nukwase Ndwandwe, 1938 – 1957
- Zihlathi Ndwandwe/Mkhatjwa, 1957 – 1975
- Seneleleni Ndwandwe, 1975 – 1980
- Dzeliwe Shongwe, 1982 – 1983 (Reggente 1982 – 1983)
- Ntfombi Tfwala, 1986 – in carica (Reggente 1983 – 1986)

## Stendardo

Stendardo di Ntfombi Tfwala.